# Кашина Бругера (Варезе)
Кашина Бругера је насеље у Италији у округу Варезе, региону Ломбардија.
Према процени из 2011. у насељу је живело 27 становника. Насеље се налази на надморској висини од 336 м.